# Fernando Silva
Fernando José Silva García (Almendral, 16 maggio 1977) è un ex calciatore spagnolo naturalizzato andorrano, di ruolo attaccante.

## Carriera

### Club
Durante la sua carriera ha sempre giocato in Spagna, dalla quarta alla settima serie del campionato.

### Nazionale
Dal 2002 al 2013 ha giocato 51 partite con la nazionale andorrana.

## Palmarès

### Club

#### Competizioni nazionali
- Tercera División: 1

Badajoz: 2009-2010